# 적색 왜성계의 생명체 거주 가능성
적색 왜성계의 생명체 거주 가능성을 결정하는 요소는 다양하다. 적색 왜성은 에너지 복사량이 작고 조석고정이 발생할 가능성이 높은데 다 생명체 거주가능 영역의 폭은 좁고 항성으로부터 가까우며 밝기가 변덕스럽기 때문에 주변에 있는 외계 행성에서 생태계가 탄생하는 데 부정적인 영향을 준다. 그러나 적색 왜성이 우주에 있는 항성의 대부분을 차지하며 매우 오래 산다는 점은 외계 생명체가 출현하는 데 있어 긍정적 요소이다. 이러한 요소들이 어떻게 상호작용하는가를 결정함으로써 외계 생명체(더 나아가 지성체)가 등장할 가능성을 가늠할 수 있다.
갈색 왜성들은 적색 왜성들보다 더 흔한 것으로 추측된다. 그러나 이들은 일반적으로 항성으로 취급되지 않으며, 이들은 태어날 때 갖고 있던 약간의 열을 빠르게 잃어버리기 때문에, 우리가 알고 있는 형태의 생명체를 품을 수 없을 것으로 생각된다.

## 적색 왜성의 특징들
적색 왜성 들은 모든 항성들의 형태들 중 가장 작고 차가우며 제일 흔하다. 이들은 대략 모든 별들 중 70~90퍼센트를 차지하는 것으로 보인다. 적색 왜성들의 분광형은 보통 오렌지색의 차가운 K형에서 붉은 색의 M형까지이다. 이들은 매우 어둡기 때문에 지구 상에서 맨눈으로 관찰할 수는 없다. 가장 가까운 단독형 적색 왜성인 바너드 별조차도 눈으로 볼 수 있는 밝기 근처에도 미치지 못한다.

## 연구

### 빛의 방출 및 조석 고정

항성들 사이의 상대적인 크기 및 광구 온도. 적색 왜성 주위에서 지구와 비슷한 복사 에너지를 얻으려고 하는 행성은 조석 고정을 감당할 정도로 가까이 붙어 있어야 한다. 오릴리아와 푸른 달을 참고할 것.

천문학자들은 최근까지 오랫동안 적색 왜성을 생명체가 거주 가능한 행성계의 주인 후보에서 제외시켜 왔다. 이들은 질량이 작기 때문에(태양의 0.09배에서 0.6배 사이) 핵융합 작용이 매우 느리게 진행되며 가시광선 영역에서 뿜는 에너지의 양은 매우 적다(태양의 11퍼센트에서 0.01퍼센트 정도의 범위이다). 따라서 적색 왜성 주변 행성에 생명체가 살 수 있느냐 없느냐를 판가름하는 요소는 그 행성의 대기가 온실 효과를 얼마나 강하게 일으키느냐에 달려 있다. 적색 왜성 주변에서 지구와 비슷한 온도의 환경이 형성되려면 그 행성은 어머니 항성에 매우 가까이 붙어 돌아야 한다. 구체적으로 라카유 8760의 경우는 0.3천문단위(이는 수성과 태양 사이보다 가까운 거리다.)이며 센타우루스자리 프록시마의 경우 그 거리는 훨씬 더 짧아져서 0.032 천문단위 정도여야 가능하다. 프록시마 주변을 이런 거리로 도는 행성이 있다면, 그 행성의 1년은 고작 지구 시간으로 6.3일에 불과할 것이다. 이 정도로 가까울 경우 항성의 중력으로 인해 조석 고정 현상이 발생할 것이다. 이런 행성의 낮 영역은 영원히 항성만을 바라볼 것이며, 밤 영역은 영원한 어둠이 계속될 것이다. 이런 곳에서 생명체가 살 환경이 조성되려면, 이 행성의 대기량이 충분하여 한 쪽에서 받은 열을 다른 차가운 쪽으로 순환을 시켜 줄 때만 가능하다. 이렇게 두꺼운 대기는 우선 표면에 광합성에 필요한 가시광선을 차단할 것으로 오랫동안 예상되어 왔다.
그러나 비관론의 강도는 일부 연구 결과에 의해 완화되었다. 캘리포니아 소재 미 항공우주국 아메스 연구 센터의 로버트 헤이벌리와 매노즈 조시는 한 행성의 대기(대기에는 온실 효과를 일으키는 요소인 CO2와 H2O가 포함되어 있다고 가정한다)가 한 쪽에서 다른 쪽으로 열 에너지를 전달하는 데에는 100밀리바의 대기압(지구의 10퍼센트 수준)만 있으면 충분하다고 밝혔다. 밤의 지역에서는 물이 항상 얼어 있을 것임에도 불구하고, 이 정도 대기의 밀도는 식물의 광합성에 필요한 최소량보다 높다. 그리니치 공동체 대학교의 마틴 히스는 수심이 충분히 깊어 행성 자체가 지닌 열로 바다의 해저 부분을 녹아 있는 상태로 유지시켜 밤의 반구에서도 얼음 밑으로 해류가 형성될 수준이 된다면, 효과적으로 행성 전체를 순환할 수 있다고 주장했다. 한층 심화된 연구(광합성에 필요한 복사 에너지의 양에 대하여)에 의하면, 적색 왜성계 내 조석 고정된 행성에서도 고등 식물들이 살 가능성이 있다고 한다.
주변 행성계에 생명체가 살기 힘들게 만드는 요소는 적색 왜성의 작은 질량만이 아니다. 적색 왜성 주위를 도는 행성에는 밤의 지역이 절대로 어머니 항성을 바라보지 않기 때문에 광합성에 필요한 빛이 닿지 않는다. 반대로 낮의 영역에는 태양은 뜨거나 지지 않고 하늘의 한 지점에 박혀서 움직이지 않고, 지형의 요철에 의해 생긴 그림자는 사라지지 않고 계속 존속할 것이다. 우리가 알고 있는 바로는 식물의 광합성은 가시광선에 의존하고 있으며, 적색 왜성에서 나오는 빛의 대부분인 적외선 영역으로 광합성을 설명하려면 복잡할 것이다. 그러나 적외선으로도 광합성이 가능하다는 유력한 가능성들이 있다. 예로써 지구의 생태계 상당 부분은 광합성보다는 화학 합성에 더 많이 의존하는데, 이 기구는 적색 왜성계에도 적용될 수 있다.
지구의 열수구에 서식하는 생명체들은 대부분 광합성에 의존하지 않고 화학 합성을 사용한다. 많은 과학자들은 지구상에 태어난 최초의 생명체들은 열수구나 동굴에 있는 것들과 비슷한 모습이었을 것으로 추측한다. 광합성은 이후 진화된 생명체의 생존 방식이며, 광합성 방식을 열수구의 적외선에 맞추어 진화한 조류가 발견된 바 있다. 적색 왜성을 도는 행성에 사는 식물들의 경우, 수십억 년의 세월 동안 어머니 항성의 빛을 이용하여 광합성을 할 수 있도록 진화되었을 가능성도 있다.
어머니 항성이 움직이지 않고 고정되어 있기 때문에 가상 행성에 사는 식물들은 자신들의 태양을 향하여 잎의 방향을 변경시킬 필요가 없을 것이며, 밤과 낮에 각각 다른 생활 양식을 지닐 필요도 없을 것이다. 밤-아침-낮-저녁의 개념이 없기 때문에, 주어진 복사량에 비해 지구보다 더 많은 에너지를 생산할 수 있을 것이다.

### 밝기 변화
적색 왜성들은 그들보다 질량이 큰 항성들에 비해 밝기가 더 변덕스럽다. 이들은 종종 표면적의 40퍼센트가 한 달 동안 흑점으로 덮여 있기도 하다. 동시에 이들은 막대한 규모의 플레어를 뿜어 수 분에 걸쳐 밝기가 두 배로 증가하기도 한다. 이런 밝기의 변화는 생명체에게 치명적일 수 있는데, 이는 생물의 복잡한 분자 구조(생명체의 선조가 될 수도 있는 존재)를 파괴할 수 있기 때문이다. 만약 동굴이나 열수구에서 생명체가 처음으로 진화한다면, 이들은 플레어로부터 자신을 보호하는 체계로 신체 기관을 진화시키는 데 수 억 년의 시간을 필요로 할 것이다. 또한 플레어는 행성 대기의 상당량을 날려 버릴 수 있다. 적색 왜성 주위를 도는 별이 생명을 품을 수 있으려면 플레어를 튕겨낼 수 있는, 매우 빠르게 회전하는 자전에 의한 자기장이 존재해야 한다. 그러나 어머니 항성에 한 쪽 얼굴만을 보이는 행성은 매우 천천히 자전하기 때문에 중심핵에서 충분한 자기장을 생산해 내지 못한다. 이 이론에 반대하는 과학자도 있다.
캘리포니아 버클리 대학교의 기보 바스리는 "아무도 생명체 거주가능성의 한계를 발견해 내지 못했다."라고 말했다. 적색 왜성들은 종종 플레어를 뿜기 때문에 여기서 튀어나온 막대한 입자들이 근처를 도는 행성의 대기를 벗겨 낼 것이라고 생각했다. 그렇지만 만약 그 행성이 자기장을 지니고 있다면 플레어 입자가 대기를 날리는 것을 막을 수 있을 것이다. 그리고 조석고정이 된, 매우 느리게 자전하는 적색 왜성계 행성의 경우도, 행성 내부가 녹아 있는 상태라면 대기를 보호하기에 충분한 자기장을 생성할 수 있을 것이다.
적색 왜성이 강한 플레어를 분출하는 시기는 대략 탄생 후 120억 년까지인 것으로 알려져 있다. 만약 어떤 행성이 적색 왜성에서 멀리 떨어져 있어서 조석 고정을 피할 수 있다면, 그리고 혼란스러운 초기 단계가 지난 후 생명체 거주가능 영역으로 궤도를 옮겨 왔다면, 생명체가 진화할 환경이 형성될 수 있다. 센타우루스자리 프록시마(추정연령:4.85 × 109)는 매우 활발한 플레어 별이다. 바너드 별도 매우 오래된 별임에도 불구하고 플레어 별이다. 바너드 별에서 발생하는 플레어의 빈도는 낮다. 이들 플레어 별들이 얼마나 활발한지는 정확하게 알려져 있지 않다.
다른 과학자들은 적색 왜성 주변에 생명체가 생길 수 있다는 가설에 반대한다. 이 내용은 희귀한 지구 가설을 참고할 것.

### 풍부한 숫자
이처럼 생명체가 살아가기에 지구보다 불리해 보이는 조건에도 불구하고, 적색 왜성이 생명체를 품는 데에 유리한 점 하나가 있는데, 바로 적색 왜성은 매우 오래 산다는 사실이다. 인류가 지구에 등장하기까지는 지구 탄생 이후 45억 년이 걸렸으며, 현재 우리가 알고 있는 생태계가 정상적으로 작동할 온도가 유지될 기간은 앞으로 5억 년밖에 남지 않았다. 이와는 반대로 적색 왜성은 자신보다 질량이 큰 별들에 비해 핵융합 반응 속도가 훨씬 느리기 때문에 수천억 년 이상도 살 수 있다. 이는 생명체가 진화하며, 생존할 시간을 충분히 확보할 수 있다는 의미이다. 게다가, 적색 왜성 주변의 생명체 거주가능 영역은 좁지만, 적색 왜성 자체가 우주에 매우 흔한 존재이기 때문에 편재성을 고려하여 계산한 '생명체가 태어날 수 있는 행성이 존재할 확률'은 태양과 비슷한 별 주변의 존재 확률과 비슷하다. 슈퍼지구 정도의 질량을 지닌, 생명체 거주가능 영역 내를 돌고 있다고 밝혀진 최초의 암석 외계 행성 글리제 581c의 어머니 항성 글리제 581은 다름 아닌 적색 왜성이었다.

## 같이 보기
- 우주생물학
- 행성 생명체 거주 가능성
- 오릴리아와 블루 문
- 센타우루스자리 프록시마 b